# Liste der Orte im Landkreis Altötting
Die Liste der Orte im Landkreis Altötting listet die 1273 amtlich benannten Gemeindeteile (Hauptorte, Kirchdörfer, Pfarrdörfer, Dörfer, Weiler und Einöden) im Landkreis Altötting auf.

## Systematische Liste
Alphabet der Städte und Gemeinden mit den zugehörigen Orten.
- Stadt Altötting mit 40 Gemeindeteilen:
  - Hauptort Altötting
  - Pfarrdorf Unterholzhausen
  - Dörfer Graming und Oberholzhausen
  - Weiler Aicher, Auffang, Lehner, Loha, Oberschlottham, Stadel, Staudham und Unterschlottham
  - Einöden Aigner, Baumanngütl, Beck, Berrgütl, Brandmaiergütl, Dürschl, Feldhütter, Geisberg, Giglhub, Harrer am Holz, Hilger, Holzaich, Klausen, Kraft, Kronzagl, Loder, Marienfeld, Pichl, Rechlgütl, Schmalgütl, Schmidhub, Schmied i.Lindach, Schneideraich, Schneiderwimm, Schneidlehen, Seidlgütl, Wallner an der Osterwies und Wasserwimm

- Stadt Burghausen mit 33 Gemeindeteilen:
  - Hauptort Burghausen
  - Pfarrdorf Raitenhaslach
  - Dörfer Bergham, Lindach, Oberhadermark und Unterhadermark
  - Siedlungen Moosbrunn und Scheuerhof
  - Weiler Fuchshausen, Laimgruben, Marienberg, Neuhaus, Pritzl, Pulvermühle und Stadl
  - Einöden Aching, Auberg, Eisenhammer, Hasen, Holzham, Jägerbauer, Kupferhammer, Lehner, Pfaffing, Pfram, Sägmeister, Schreiner, Silmoning, Stacherl, Tiefenau, Trutzhof und Ziegelstadl
  - Sonstige Orte Gries und Papiermühle

- Burgkirchen an der Alz mit 149 Gemeindeteilen:[2]
  - Pfarrdörfer Burgkirchen an der Alz und Margarethenberg
  - Dörfer Au, Gendorf, Grasset, Gufflham, Hirten, Holzen, Pirach, Plattenberg, Rehdorf, Thal, Thalhausen und Weberau
  - Siedlungen Hecketstall und Unterberg
  - Weiler Aich, Aichlberg, Auberg, Bergham, Brandstätt, Bruck, Dorfen, Edhof, Forsthof, Gassen, Grabenreith, Grassach, Grund, Gunzing, Hermannbräu, Hiebl, Himmelreich, Höresham, Kasten, Kastenlemoos, Kuglstadl, Lötschau, Mad, Magerl, Maierhof, Mark, Oberberg, Pfaffing, Quick, Riedl, Schönberg, Schralling, Stölzl, Straß, Unterhadermark, Urfahrn, Vorbuch, Wechselberg, Weitfeld und Willhartsberg
  - Einöden Achatz, Achfeld, Aichelberg, Aigen, Aigner am Eschelberg, Auwies, Bachmaier, Bachstadt, Beiln, Bremsstallmühle, Briel, Brodstrumm, Buch, Buchhäusl, Eck, Ecketsberg, Edenlemoos, Eglsee, Engelsberg, Enhof, Enstraß, Erber, Eschelberg, Esterer, Feichta, Flöcking, Friedl, Fuchs, Gasteig, Gattern, Glöckl, Glöcklhof, Göpperl, Grasberg, Greinmühle, Griesmühle, Griesstätt, Gweng, Haring, Häuslmad, Hinterberg, Hochöster, Höhlen, Hölzl, Hundsberg, Irlhaid, Kagern, Kasleiten, Kiern, Kobl, Kobler am Bach, Kollmann, Kollmann am Bach, Königshäusl, Kothreit, Linner, Lohner, Manglhard, Obermühl, Oswald, Ötz, Peterhof, Posch, Reichaich, Reichhof, Reichstraß, Reit, Riplschuster, Schmidtner, Schneckenbichl, Schopperhaid, Schreinerbauer, Schwarzenhub am Eschelberg, Seefelden, Seißl, Sensmühl, Sepphaid, Spielmann, Stadler, Staindl, Steinach, Steinberg, Stockmann, Streuhof, Trinkberg, Vorbuchner, Wieshaid, Wimm, Wimpasing, Wimpersing, Wolfstall und Zäunach
  - Sonstiger Ort Niederau

- Emmerting mit 4 Gemeindeteilen:
  - Pfarrdorf Unteremmerting
  - Dörfer Bruck, Oberemmerting und Seng

- Erlbach mit 84 Gemeindeteilen:
  - Pfarrdorf Erlbach
  - Dörfer Adstetten und Sulzberg
  - Weiler mit Kirche Endlkirchen
  - Weiler Buch, Buchholz, Eisenbuch, Ellbrunn, Freiung, Gallau, Giglberg, Haizing, Hasling, Hölzlwimm, Hütting, Kirchberg, Maierhof, Obereck, Öging, Petzenthal, Pleining, Samping, Siedelsberg, Sonnöd, Steinhausen, Streifing, Taiding, Thomasbach, Trossen, Untereck und Zaunhub
  - Einöden Aigen, Augassen, Bemberg, Birnbach, Blümlhub, Bockhub, Brandl, Breitenaich, Breitenloh, Bruckhäusl, Enggrub, Gensöd, Gmachl, Grub, Guntendobl, Hauzing, Hinterbuch, Hintereck, Hinterthann, Hochreit, Hochwimm, Hofer, Holzbrand, Kammergrub, Katzhub, Kroned, Kronsberg, Listhub, Maschberg, Moos, Moosgrub, Murbach, Niederach, Nunend, Pallerstall, Pfaffenberg, Reichhof, Reiter, Sachsened, Schöftenhub, Seiböck, Spielberg, Straß, Thannermann, Vilseck, Vorrathing, Weiher, Weingarten, Weißgraben, Wolfsberg, Zell, Zellreit und Zogl

- Feichten an der Alz mit 38 Gemeindeteilen:
  - Pfarrdorf Feichten an der Alz
  - Dörfer Edelham und Gramsham
  - Weiler Amsham, Ellerting, Eschetshub, Fernreith, Fernschachen, Mankham, Oberweidach und Schachen
  - Einöden Attenberg, Brandl, Bruckhaus, Edenstraß, Eggfeld, Geberting, Gigling, Haid, Hüttenthal, Irgreit, Kaitl, Kaltenstadl, Lehen, Lohner, Manetsed, Moos, Östern, Piretz, Priel, Reichstraß, Schächen, Schifföd, Schmidstadt, Schregl, Steinbrecher, Thal und Veitlöd

- Garching an der Alz mit 67 Gemeindeteilen:
  - Pfarrdörfer Garching an der Alz, Hart an der Alz, Mauerberg und Wald an der Alz
  - Dörfer Brunnthal und Thalhausen
  - Siedlungen Berndlmühle, Hartfeld und Hartmühle
  - Weiler Am Winklhart, Ausleiten, Bruck, Brunn, Dorfen, Egg, Hausen, Lehen, Obergarching, Oed und Stecken
  - Einöde mit Kirche Schnabling
  - Einöden Bartlehen, Brandl, Brandstätt, Brucköd, Enhub, Fleck, Förgenthal, Galland, Geisberg, Gloneck, Harteck, Hub, Hutlehen, Kaindl, Kastenstatt, Kobler, Kronberg, Kronposthub, Lacken, Langschwert, Lex, Lindach, Loderer, Maierhofen, Matzen, Maurer, Mörn, Oberhausen, Oberlindach, Pirzlöd, Point, Reit, Schönstadt, Schwarzmann, Simetsbichl, Spiegelsberg, Steffellehen, Straß, Weipolding, Will, Wimm, Winkl, Winklhart, Wurasöd, Zaunbos und Zeilhub

- Haiming mit 32 Gemeindeteilen:
  - Pfarrdorf Haiming
  - Kirchdörfer Neuhofen und Niedergottsau
  - Dörfer Daxenthal, Eisching, Holzhausen, Kemerting, Moosen, Vordorf, Weg und Winklham
  - Weiler Au, Aumühle, Fahnbach, Haarbach, Haid, Hub, Leichspoint, Motzenbrunn, Oberviehhausen, Piesing, Spannloh, Stockach und Unterviehhausen
  - Einöden Berg, Dietweg, Ed, Hochreit, Neuhäusl, Oberloh, Schwaig und Thalweg

- Halsbach mit 67 Gemeindeteilen:
  - Pfarrdorf Halsbach
  - Dörfer Thalhausen und Zeitlarn
  - Weiler Antenfressen, Binder, Biering, Birnbaum, Brandhub, Buch, Dösham, Edholz, Eneck, Gallersöd, Hahngreding, Hofschalling, Hollerberg, Itsching, Moosen, Racherting und Schmidham
  - Einöde mit Kirche Schupfing
  - Einöden Baumgarten, Brandl, Brunnhaus, Eicheck, Freudling, Fürholzen, Gassen, Geisberg, Großschleberg, Heitzenberg, Huber am Bach, Itschenöd, Kirchberg, Kriechbaum, Krieging, Kronhub, Krumbach, Lebern, Liebleiten, Lohen, Loipl, Mooseck, Mooswinkel, Niederangern, Oberangern, Peising, Pfaffenreit, Pfeffersöd, Reisachöd, Reising, Reit, Resch am Holz, Schiellehen, Schliefhausen, Schmidhub, Spielhof, Stadl am Holz, Steinthal, Stockötz, Ströben, Thalleiten, Unterbaumgarten, Voglsam, Wagenhofen, Wohlprechting, Zaun und Zettlaign

- Kastl mit 117 Gemeindeteilen:
  - Pfarrdorf Kastl
  - Dorf Altenbuch
  - Weiler Aichpoint, Aigner am Holz, Dorfen, Eder, Endfelln, Ferndörfl, Gröbn, Hinterberg, Kalteneck, Mühlhof, Pirach, Schachen, Schmidhub, Staudhub, Steinberg, Strahlehen und Zwirglmaier
  - Einöden Aigengrub, Aigner am Wald, Alberer, Bachmaier an der Alz, Baumgartner, Berger am Brunn, Bichl, Bonauer, Böslhäusl, Brandstätt, Brandstätt an der Alz, Brunnjodl, Edmaier, Erber, Ettlberg, Fagl, Fellner i.Dorfen, Forster, Forstergütl, Freudelsberg, Friedl, Fuchs im Reit, Fürstberg, Gasteig, Geier, Geierschuster, Gerl, Gerlhof, Gloneck, Grub, Grund, Haindl, Hansbauer, Hauslehen, Herrenberg, Hof, Hub, Jakobhub, Kager, Kagerer am Berg, Kammerlehner, Klaffl, Klugham, Kothdörfl, Kronhof, Maierhof, Maierhöfl, Meisterlehen, Mittersaß, Moosen, Neuhäusl, Niedersaß, Nöhhäusl, Obergöpping, Oberöd, Obersaß, Oberthaling, Popp am Wald, Prähub, Putz, Radeck, Radfelln, Reichkobl, Reit, Riching, Schauer, Schießler, Schmid, Schmid i.Lehen, Schnitzlehen, Schönwinkl, Schwaikl, Schwarz, Sebald, Seidlalber, Starneck, Stegen, Stepf, Straß, Straßdorfen, Strickerschneider, Strohhof, Strohmaier, Thalmann, Untergöpping, Unterthaling, Wallner am Wald, Weglehner, Weindlgrub, Weinthal, Wichtl, Wimmer an der Alz, Wimmer am Weg, Winkler am Holz, Zauner, Zimmermeister, Zipfer am Berg und Zwiselsberg

- Kirchweidach mit 54 Gemeindeteilen:
  - Pfarrdorf Kirchweidach
  - Weiler mit Kirche Neukirchen an der Alz
  - Weiler Berg, Berreit, Biburg, Edt, Haid, Harl, Hütting, Niederhofen, Roidham, Stelzenberg, Thann und Wiesen
  - Einöden Aderleiten, Aich, Amersberg, Bicheln, Birnbaum, Bonau, Brandhub, Brunnhof, Edenberg, Erdlehen, Fehenberg, Feller, Gatterstall, Glocken, Grub, Gutendorf, Halla, Hart, Hochholzen, Kielhub, Kräuburg, Lenzau, Mitterau, Mitterwinkl, Niederau, Oberaign, Oberleiten, Oberwinkl, Rabensberg, Reisachberg, Röckenwagen, Schachen, Scharrn, Schlehberg, Stein, Steinberg, Strohhof, Wagenhofen, Zaunreit und Zweck

- Markt Marktl mit 63 Gemeindeteilen:
  - Hauptort Marktl
  - Kirchdorf Bergham
  - Dörfer Augenthal, Oberpiesing und Schützing
  - Weiler mit Kirche Leonberg
  - Weiler Adelsberg, Aiching, Besserer, Buchmaier, Buchöd, Dornitzen, Freiberg, Fürstenberg, Gassen, Gerling, Lepsen, Neuhaus, Queng, Riedhof, Schatzhof, Schenkhub und Steigthal
  - Einöden Altwies, Buchner, Deinöd, Edhof, Eggen, Falkenhof, Forst, Forstergütl, Forstpoint, Garteis, Gießübel, Grimm, Holzmann, Irngarting, Jägerhäusl, Kiegl, Knab, Kobl, Kollmünz, Leiten, Listegg, Lohen, Mangassen, Mehltheurer, Neuhäusl, Niederöd, Niederwinkl, Oberwinkl, Pfeffer, Piering, Point, Rosenberg, Schlehaid, Schlott, Schwarzfurt, Thannöd, Trittling, Umweg, Walln und Wiesing

- Mehring mit 14 Gemeindeteilen:
  - Pfarrdorf Mehring
  - Kirchdorf Hohenwart
  - Dörfer Hintermehring, Niederholz, Öd und Unghausen
  - Weiler Badhöring, Brunn, Lengthal, Lettenthal, Lindach und Winklhardt
  - Einödsiedlungen Eschlberg und Gegend

- Stadt Neuötting mit 40 Gemeindeteilen:
  - Hauptort Neuötting
  - Pfarrdörfer Alzgern und Oed
  - Kirchdörfer Mitterhausen und Mittling
  - Dorf Schwepfing
  - Weiler Jaubing, Kohlstatt, Roja, Stög, Straß und Untereschelbach
  - Einöden Alter Pfarrhof, Alzberg, Bemberg, Bremsthal, Erber, Fading, Gasteig, Gießübel, Holzmann, Kainzberg, Kuhbauer, Lehneck, Lohner, Lohwimm, Maierhof, Mitterau, Mitterlehen, Ortfischer, Ortmairgütl, Pfaffenöd, Reitmann, Riedergütl, Sankt Johann, Sigl, Sporneck, Stockmann, Überfuhr und Winkl

- Perach mit 39 Gemeindeteilen:
  - Pfarrdorf Perach
  - Dörfer Niederperach, Steinbach und Westerndorf
  - Weiler Allmannsberg, Berg, Buchreit, Hasenberg, Hundmühl, Landshut, Neumühle, Pfaffenberg, Pomming, Rothhaus und Schlagberg
  - Einöden Aicher, Anzenberg, Eglsed, Einöd, Guggenberg, Hirschpoint, Kohlpoint, Kreuzwies, Kronhügel, Lacken, Moise, Niederleiten, Niederöd, Oberhauzing, Oberöd, Point, Rupertsöd, Schmidhub, Solleröd, Tafelberg, Unterhauzing, Untreu, Weingarten und Weinzierl

- Pleiskirchen mit 134 Gemeindeteilen:
  - Pfarrdörfer Nonnberg, Pleiskirchen und Wald bei Winhöring
  - Dörfer Bachleiten, Georgenberg, Gmaindl, Güntering, Heisting, Hilling, Hochstraß, Klebing, Kothingbuchbach, Straß und Wöllersdorf
  - Weiler Anhaltsberg, Antersberg, Anzing, Asbach, Asenwinkl, Einzenbach, Furth, Geiselloh, Grub, Guggenberg, Hanning, Harpeting, Harpfen, Hitzenberg, Höll, Höllthal, Hölzling, Hub, Hütting, Illbach, Irlach, Johannsbuchbach, Kaining, Kolmbach, Lederhub, Mitterbuchbach, Mitterhausen, Moosbuch, Näglstall, Neuerding, Oberthann, Oed, Petzling, Plackersdorf, Reichschmitt, Reisach, Reit, Ruhnsberg, Schmidhub, Schollaberg, Sorsbach, Thal, Thalham, Unterbuchbach, Unterthann, Vorwald und Walding
  - Einöden Aich, Aign, Albersberg, Almering, Altsberg, Bartlöd, Belzberg, Bichl, Blümelhub, Brandhub, Dachgrub, Dornach, Engberg, Englsperg, Estor, Fallthor, Gallöd, Geisberg, Goldhub, Grafing, Großspitzing, Harland, Hartberg, Hartlöd, Hausen, Häuslaign, Hinten, Hinterwinkl, Holzgrandl, Hönning, Laibeng, Lampersberg, Lehen bei Wald, Lichtsberg, Lindlhütt, Lohr, Luneck, Manghof, Moored, Moos, Niederaich, Oberau, Obergrusberg, Oberlohr, Pitzing, Prasting, Prost, Prostgrub, Rabenberg, Rettenbach, Ruhnstetten, Ruhwies, Sauberg, Schmitten, Schwalbenberg, Sigrün, Sonnberg, Starzen, Steinparz, Stocking, Stöpfing, Thurmading, Unterau, Untergrusberg, Unterlohr, Unterstraß, Vorach, Waldhäusl, Walln, Wilhartsberg, Wimm, Wolfsgrub und Zeiling

- Reischach mit 78 Gemeindeteilen:
  - Pfarrdörfer Arbing und Reischach
  - Kirchdorf Ecking
  - Dörfer Brandmühl, Petzlberg, Waldberg und Wissersdorf
  - Ruine Kaisersberg
  - Weiler Aushofen, Berg, Fuchshub, Golderberg, Grossillenberg, Haunberg, Hochmühl, Kager, Karrersäge, Kleinillenberg, Lanzenberg, Maierwiesweb, Mittermühl, Oberthal, Pimannsberg, Rockersbach, Rudersberg, Schöffberg, Schönbüchl, Staudenhäuser, Unterthal und Wipfelsberg
  - Einöden Aichberg, Burgharting, Daxöd, Dietersberg, Edermühle, Ehrnsberg, Fachenberg, Faistenberg, Gausberg, Gilgöd, Gmeinholzen, Hatzelsberg, Heitzmannsberg, Herzöd, Hintereck, Hitzing, Hochhäusl, Hoheneck, Holzschmied, Iffelsberg, Indobl, Kerschbichl, Kienberg, Kirchhaunberg, Kolbersberg, Kreuzbind, Oberfriesing, Oberkobl, Oberleiten, Obermühl, Pistor, Rauscheck, Reichwald, Reisermühl, Reising, Speck, Stockwimm, Straß bei Ecking, Thannberg, Unterfriesing, Unterkobl, Wälschmühle, Watzenberg, Weiher, Werkstetten, Wiesweb, Wurmgarten und Zehenthof

- Stammham mit 6 Gemeindeteilen:
  - Pfarrdorf Stammham
  - Dorf Hofschallern
  - Weiler Haunreit
  - Einöden Am Bahnhof, Grubmühle und Vogled

- Teising mit 5 Gemeindeteilen:
  - Kirchdorf Teising
  - Weiler Weitfeld
  - Einöden Gschwandtner, Holzhauser Eck und Lohberg

- Stadt Töging am Inn mit 9 Gemeindeteilen:
  - Hauptort Töging am Inn
  - Dörfer Aresing und Dorfen
  - Weiler Engfurt, Feichten, Höchfelden, Hubmühl und Westerham
  - Einöde Wildmann

- Markt Tüßling mit 33 Gemeindeteilen:
  - Hauptort Tüßling
  - Pfarrdorf Burgkirchen am Wald
  - Kirchdörfer Heiligenstatt und Mörmoosen
  - Dörfer Buch und Moos
  - Siedlungen Alte Bahn und Neue Heimat
  - Weiler Boinham, Engolding, Kiefering, Streitberg und Waltenberg
  - Einöden Auösterer, Edelthalham, Gänsberg, Gassen, Haid, Hiebl, Hüttenberg, Krems, Kronack, Mooshäusl, Reichbrandstätt, Reichenspurn, Sägmeister, Schlehub, Schwanthal im Loch, Schwarzbrunn, Stockham, Troßmating, Wallering und Weitfeld

- Tyrlaching mit 24 Gemeindeteilen:
  - Pfarrdorf Tyrlaching
  - Kirchdorf Oberbuch
  - Dörfer Kraham, Niederbuch und Unterschnitzing
  - Weiler Bartl, Emmering, Kienertsham, Oberschnitzing, Pilling, Waltenham und Zaiselham
  - Einöden Aichbichl, Eberheissing, Hainbuchreut, Loah, Loding, Moosen, Pirkern, Starkern, Stöckeln, Stockham, Wiesenzart und Zageln

- Unterneukirchen mit 100 Gemeindeteilen:
  - Pfarrdorf Unterneukirchen
  - Dörfer Gasteig, Hart an der Alz, Kirmaier, Moos, Obergünzl und Oberschroffen. Der Ort Maier am Berg
  - Weiler Berngehen, Dashub, Ebenbichl, Hartberg, Hilger, Kohlfuß, Linderer, Maierhof, Mühlthal, Obergrund, Oberkaiser, Osterberg, Pinsmaier, Stummer, Unterkaiser und Waitzgraming
  - Einöden Aich, Aigen am Kühzogl, Asbach, Balghub, Baumgarten, Berger an der Leiten, Berghager, Bergmann, Birkham, Birner, Bischofer, Bösl, Boslehner, Brandhof, Brandl, Brandstätt, Eglhof, Erlach, Eschbach, Feichtner am Kühzogl, Ficker, Fürtner, Ganslehen, Gassen, Gitlberg, Glatz, Grasberg, Grub, Hager, Hiebl, Hollmaier, Holzwies, Hörmann, Hub im Schachen, Kammerhub, Katzenbogen, Klaffelsberger, Kobler, Kronberg, Kummer, Maderlehen, Maierhof an der Leiten, Mitterlehner, Obergruber, Oberkrieger, Oberwies, Oestall, Ofner, Plaickner, Reichstadl, Reineck, Schachen, Scheitzenham, Schmidhub, Schmidlehen, Schmitten, Stadl, Steinberg, Stocketz, Storfing, Straß, Straßerwagner, Straßsülden, Thalham, Trosthäusl, Untergruber, Untergrund, Untergünzl, Unterkrieger, Unterwies, Voglsam, Voit, Vorlehen, Wagenbichl, Wetzberg und Winkl

- Winhöring mit 38 Gemeindeteilen:
  - Pfarrdorf Winhöring
  - Dörfer Burg, Eisenfelden, Enhofen, Kager, Kronberg, Steinhöring und Unterau
  - Weiler Aufham, Guntersberg, Hart, Holzen, Kellerstorf, Loh, Mandelsberg, Osterham, Pfaffenbuch, Salzing und Schmidstock
  - Einöden Aich, Blabenzing, Buchnerschneid, Eck, Ehegarten, Guggenberg, Hof, Illbach, Kautzing, Kronberg im Holzland, Letzenberg, Lindloh, Raustigl, Rubenberg, Schmitten, Staik, Staudach, Unterhart und Watzing

## Alphabetische Liste
In Fettschrift erscheinen die Orte, die namengebend für die Gemeinde sind.

### A
- Achatz zu Burgkirchen a.d.Alz
- Achfeld zu Burgkirchen a.d.Alz
- Aching zu Burghausen
- Adelsberg zu Marktl
- Aderleiten zu Kirchweidach
- Adstetten zu Erlbach
- Aich zu Burgkirchen a.d.Alz
- Aich zu Kirchweidach
- Aich zu Pleiskirchen
- Aich zu Unterneukirchen
- Aich zu Winhöring
- Aichberg zu Reischach
- Aichbichl zu Tyrlaching
- Aichelberg zu Burgkirchen a.d.Alz
- Aicher zu Altötting
- Aicher zu Perach
- Aiching zu Marktl
- Aichlberg zu Burgkirchen a.d.Alz
- Aichpoint zu Kastl
- Aigen zu Burgkirchen a.d.Alz
- Aigen zu Erlbach
- Aigen am Kühzogl zu Unterneukirchen
- Aigengrub zu Kastl
- Aign zu Pleiskirchen
- Aigner zu Altötting
- Aigner am Eschelberg zu Burgkirchen a.d.Alz
- Aigner am Holz zu Kastl
- Aigner am Wald zu Kastl
- Alberer zu Kastl
- Albersberg zu Pleiskirchen
- Allmannsberg zu Perach
- Almering zu Pleiskirchen
- Alte Bahn zu Tüßling
- Altenbuch zu Kastl
- Alter Pfarrhof zu Neuötting
- Altötting
- Altsberg zu Pleiskirchen
- Altwies zu Marktl
- Alzberg zu Neuötting
- Alzgern zu Neuötting
- Am Bahnhof zu Stammham
- Am Winklhart zu Garching a.d.Alz
- Amersberg zu Kirchweidach
- Amsham zu Feichten a.d.Alz
- Anhaltsberg zu Pleiskirchen
- Antenfressen zu Halsbach
- Antersberg zu Pleiskirchen
- Anzenberg zu Perach
- Anzing zu Pleiskirchen
- Arbing zu Reischach
- Aresing zu Töging a.Inn
- Asbach zu Pleiskirchen
- Asbach zu Unterneukirchen
- Asenwinkl zu Pleiskirchen
- Attenberg zu Feichten a.d.Alz
- Au zu Burgkirchen a.d.Alz
- Au zu Haiming
- Auberg zu Burghausen
- Auberg zu Burgkirchen a.d.Alz
- Auffang zu Altötting
- Aufham zu Winhöring
- Augassen zu Erlbach
- Augenthal zu Marktl
- Aumühle zu Haiming
- Auösterer zu Tüßling
- Aushofen zu Reischach
- Ausleiten zu Garching a.d.Alz
- Auwies zu Burgkirchen a.d.Alz

### B
- Bachleiten zu Pleiskirchen
- Bachmaier zu Burgkirchen a.d.Alz
- Bachmaier an der Alz zu Kastl
- Bachstadt zu Burgkirchen a.d.Alz
- Badhöring zu Mehring
- Balghub zu Unterneukirchen
- Bartl zu Tyrlaching
- Bartlehen zu Garching a.d.Alz
- Bartlöd zu Pleiskirchen
- Baumanngütl zu Altötting
- Baumgarten zu Halsbach
- Baumgarten zu Unterneukirchen
- Baumgartner zu Kastl
- Beck zu Altötting
- Beiln zu Burgkirchen a.d.Alz
- Belzberg zu Pleiskirchen
- Bemberg zu Erlbach
- Bemberg zu Neuötting
- Berg zu Haiming
- Berg zu Kirchweidach
- Berg zu Perach
- Berg zu Reischach
- Berger am Brunn zu Kastl
- Berger an der Leiten zu Unterneukirchen
- Berghager zu Unterneukirchen
- Bergham zu Burghausen
- Bergham zu Burgkirchen a.d.Alz
- Bergham zu Marktl
- Bergmann zu Unterneukirchen
- Berndlmühle zu Garching a.d.Alz
- Berngehen zu Unterneukirchen
- Berreit zu Kirchweidach
- Berrgütl zu Altötting
- Besserer zu Marktl
- Biburg zu Kirchweidach
- Bicheln zu Kirchweidach
- Bichl zu Kastl
- Bichl zu Pleiskirchen
- Biering zu Halsbach
- Binder zu Halsbach
- Birkham zu Unterneukirchen
- Birnbach zu Erlbach
- Birnbaum zu Halsbach
- Birnbaum zu Kirchweidach
- Birner zu Unterneukirchen
- Bischofer zu Unterneukirchen
- Blabenzing zu Winhöring
- Blümelhub zu Pleiskirchen
- Blümlhub zu Erlbach
- Bockhub zu Erlbach
- Boinham zu Tüßling
- Bonau zu Kirchweidach
- Bonauer zu Kastl
- Bösl zu Unterneukirchen
- Boslehner zu Unterneukirchen
- Böslhäusl zu Kastl
- Brandhof zu Unterneukirchen
- Brandhub zu Halsbach
- Brandhub zu Kirchweidach
- Brandhub zu Pleiskirchen
- Brandl zu Erlbach
- Brandl zu Feichten a.d.Alz
- Brandl zu Garching a.d.Alz
- Brandl zu Halsbach
- Brandl zu Unterneukirchen
- Brandmaiergütl zu Altötting
- Brandmühl zu Reischach
- Brandstätt zu Burgkirchen a.d.Alz
- Brandstätt zu Garching a.d.Alz
- Brandstätt zu Kastl
- Brandstätt zu Unterneukirchen
- Brandstätt an der Alz zu Kastl
- Breitenaich zu Erlbach
- Breitenloh zu Erlbach
- Bremsstallmühle zu Burgkirchen a.d.Alz
- Bremsthal zu Neuötting
- Briel zu Burgkirchen a.d.Alz
- Brodstrumm zu Burgkirchen a.d.Alz
- Bruck zu Burgkirchen a.d.Alz
- Bruck zu Emmerting
- Bruck zu Garching a.d.Alz
- Bruckhaus zu Feichten a.d.Alz
- Bruckhäusl zu Erlbach
- Brucköd zu Garching a.d.Alz
- Brunn zu Garching a.d.Alz
- Brunn zu Mehring
- Brunnhaus zu Halsbach
- Brunnhof zu Kirchweidach
- Brunnjodl zu Kastl
- Brunnthal zu Garching a.d.Alz
- Buch zu Burgkirchen a.d.Alz
- Buch zu Erlbach
- Buch zu Halsbach
- Buch zu Tüßling
- Buchhäusl zu Burgkirchen a.d.Alz
- Buchholz zu Erlbach
- Buchmaier zu Marktl
- Buchner zu Marktl
- Buchnerschneid zu Winhöring
- Buchöd zu Marktl
- Buchreit zu Perach
- Burg zu Winhöring
- Burgharting zu Reischach
- Burghausen
- Burgkirchen an der Alz
- Burgkirchen am Wald zu Tüßling

### D
- Dachgrub zu Pleiskirchen
- Dashub zu Unterneukirchen
- Daxenthal zu Haiming
- Daxöd zu Reischach
- Deinöd zu Marktl
- Dietersberg zu Reischach
- Dietweg zu Haiming
- Dorfen zu Burgkirchen a.d.Alz
- Dorfen zu Garching a.d.Alz
- Dorfen zu Kastl
- Dorfen zu Töging a.Inn
- Dornach zu Pleiskirchen
- Dornitzen zu Marktl
- Dösham zu Halsbach
- Dürschl zu Altötting

### E
- Ebenbichl zu Unterneukirchen
- Eberheissing zu Tyrlaching
- Eck zu Burgkirchen a.d.Alz
- Eck zu Winhöring
- Ecketsberg zu Burgkirchen a.d.Alz
- Ecking zu Reischach
- Ed zu Haiming
- Edelham zu Feichten a.d.Alz
- Edelthalham zu Tüßling
- Edenberg zu Kirchweidach
- Edenlemoos zu Burgkirchen a.d.Alz
- Edenstraß zu Feichten a.d.Alz
- Eder zu Kastl
- Edermühle zu Reischach
- Edhof zu Burgkirchen a.d.Alz
- Edhof zu Marktl
- Edholz zu Halsbach
- Edmaier zu Kastl
- Edt zu Kirchweidach
- Egg zu Garching a.d.Alz
- Eggen zu Marktl
- Eggfeld zu Feichten a.d.Alz
- Eglhof zu Unterneukirchen
- Eglsed zu Perach
- Eglsee zu Burgkirchen a.d.Alz
- Ehegarten zu Winhöring
- Ehrnsberg zu Reischach
- Eicheck zu Halsbach
- Einöd zu Perach
- Einzenbach zu Pleiskirchen
- Eisching zu Haiming
- Eisenbuch zu Erlbach
- Eisenfelden zu Winhöring
- Eisenhammer zu Burghausen
- Ellbrunn zu Erlbach
- Ellerting zu Feichten a.d.Alz
- Emmering zu Tyrlaching
- Endfelln zu Kastl
- Endlkirchen zu Erlbach
- Eneck zu Halsbach
- Engberg zu Pleiskirchen
- Engelsberg zu Burgkirchen a.d.Alz
- Engfurt zu Töging a.Inn
- Enggrub zu Erlbach
- Englsperg zu Pleiskirchen
- Engolding zu Tüßling
- Enhof zu Burgkirchen a.d.Alz
- Enhofen zu Winhöring
- Enhub zu Garching a.d.Alz
- Enstraß zu Burgkirchen a.d.Alz
- Erber zu Burgkirchen a.d.Alz
- Erber zu Kastl
- Erber zu Neuötting
- Erdlehen zu Kirchweidach
- Erlach zu Unterneukirchen
- Erlbach
- Eschbach zu Unterneukirchen
- Eschelberg zu Burgkirchen a.d.Alz
- Eschetshub zu Feichten a.d.Alz
- Eschlberg zu Mehring
- Esterer zu Burgkirchen a.d.Alz
- Estor zu Pleiskirchen
- Ettlberg zu Kastl

### F
- Fachenberg zu Reischach
- Fading zu Neuötting
- Fagl zu Kastl
- Fahnbach zu Haiming
- Faistenberg zu Reischach
- Falkenhof zu Marktl
- Fallthor zu Pleiskirchen
- Fehenberg zu Kirchweidach
- Feichta zu Burgkirchen a.d.Alz
- Feichten zu Töging a.Inn
- Feichten an der Alz
- Feichtner am Kühzogl zu Unterneukirchen
- Feldhütter zu Altötting
- Feller zu Kirchweidach
- Fellner i.Dorfen zu Kastl
- Ferndörfl zu Kastl
- Fernreith zu Feichten a.d.Alz
- Fernschachen zu Feichten a.d.Alz
- Ficker zu Unterneukirchen
- Fleck zu Garching a.d.Alz
- Flöcking zu Burgkirchen a.d.Alz
- Förgenthal zu Garching a.d.Alz
- Forst zu Marktl
- Forster zu Kastl
- Forstergütl zu Kastl
- Forstergütl zu Marktl
- Forsthof zu Burgkirchen a.d.Alz
- Forstpoint zu Marktl
- Freiberg zu Marktl
- Freiung zu Erlbach
- Freudelsberg zu Kastl
- Freudling zu Halsbach
- Friedl zu Burgkirchen a.d.Alz
- Friedl zu Kastl
- Fuchs zu Burgkirchen a.d.Alz
- Fuchs im Reit zu Kastl
- Fuchshausen zu Burghausen
- Fuchshub zu Reischach
- Fürholzen zu Halsbach
- Fürstberg zu Kastl
- Fürstenberg zu Marktl
- Furth zu Pleiskirchen
- Fürtner zu Unterneukirchen

### G
- Galland zu Garching a.d.Alz
- Gallau zu Erlbach
- Gallersöd zu Halsbach
- Gallöd zu Pleiskirchen
- Gänsberg zu Tüßling
- Ganslehen zu Unterneukirchen
- Garching an der Alz
- Garteis zu Marktl
- Gassen zu Burgkirchen a.d.Alz
- Gassen zu Halsbach
- Gassen zu Marktl
- Gassen zu Tüßling
- Gassen zu Unterneukirchen
- Gasteig zu Burgkirchen a.d.Alz
- Gasteig zu Kastl
- Gasteig zu Neuötting
- Gasteig zu Unterneukirchen
- Gattern zu Burgkirchen a.d.Alz
- Gatterstall zu Kirchweidach
- Gausberg zu Reischach
- Geberting zu Feichten a.d.Alz
- Gegend zu Mehring
- Geier zu Kastl
- Geierschuster zu Kastl
- Geisberg zu Altötting
- Geisberg zu Garching a.d.Alz
- Geisberg zu Halsbach
- Geisberg zu Pleiskirchen
- Geiselloh zu Pleiskirchen
- Gendorf zu Burgkirchen a.d.Alz
- Gensöd zu Erlbach
- Georgenberg zu Pleiskirchen
- Gerl zu Kastl
- Gerlhof zu Kastl
- Gerling zu Marktl
- Gießübel zu Marktl
- Gießübel zu Neuötting
- Giglberg zu Erlbach
- Giglhub zu Altötting
- Gigling zu Feichten a.d.Alz
- Gilgöd zu Reischach
- Gitlberg zu Unterneukirchen
- Glatz zu Unterneukirchen
- Glocken zu Kirchweidach
- Glöckl zu Burgkirchen a.d.Alz
- Glöcklhof zu Burgkirchen a.d.Alz
- Gloneck zu Garching a.d.Alz
- Gloneck zu Kastl
- Gmachl zu Erlbach
- Gmaindl zu Pleiskirchen
- Gmeinholzen zu Reischach
- Golderberg zu Reischach
- Goldhub zu Pleiskirchen
- Göpperl zu Burgkirchen a.d.Alz
- Grabenreith zu Burgkirchen a.d.Alz
- Grafing zu Pleiskirchen
- Graming zu Altötting
- Gramsham zu Feichten a.d.Alz
- Grasberg zu Burgkirchen a.d.Alz
- Grasberg zu Unterneukirchen
- Grassach zu Burgkirchen a.d.Alz
- Grasset zu Burgkirchen a.d.Alz
- Greinmühle zu Burgkirchen a.d.Alz
- Gries zu Burghausen
- Griesmühle zu Burgkirchen a.d.Alz
- Griesstätt zu Burgkirchen a.d.Alz
- Grimm zu Marktl
- Gröbn zu Kastl
- Großillenberg zu Reischach
- Großschleberg zu Halsbach
- Großspitzing zu Pleiskirchen
- Grub zu Erlbach
- Grub zu Kastl
- Grub zu Kirchweidach
- Grub zu Pleiskirchen
- Grub zu Unterneukirchen
- Grubmühle zu Stammham
- Grund zu Burgkirchen a.d.Alz
- Grund zu Kastl
- Gschwandtner zu Teising
- Gufflham zu Burgkirchen a.d.Alz
- Guggenberg zu Perach
- Guggenberg zu Pleiskirchen
- Guggenberg zu Winhöring
- Guntendobl zu Erlbach
- Güntering zu Pleiskirchen
- Guntersberg zu Winhöring
- Gunzing zu Burgkirchen a.d.Alz
- Gutendorf zu Kirchweidach
- Gweng zu Burgkirchen a.d.Alz

### H
- Haarbach zu Haiming
- Hager zu Unterneukirchen
- Hahngreding zu Halsbach
- Haid zu Feichten a.d.Alz
- Haid zu Haiming
- Haid zu Kirchweidach
- Haid zu Tüßling
- Haiming
- Hainbuchreut zu Tyrlaching
- Haindl zu Kastl
- Haizing zu Erlbach
- Halla zu Kirchweidach
- Halsbach
- Hanning zu Pleiskirchen
- Hansbauer zu Kastl
- Haring zu Burgkirchen a.d.Alz
- Harl zu Kirchweidach
- Harland zu Pleiskirchen
- Harpeting zu Pleiskirchen
- Harpfen zu Pleiskirchen
- Harrer am Holz zu Altötting
- Hart zu Kirchweidach
- Hart zu Winhöring
- Hart an der Alz zu Garching a.d.Alz
- Hart an der Alz zu Unterneukirchen
- Hartberg zu Pleiskirchen
- Hartberg zu Unterneukirchen
- Harteck zu Garching a.d.Alz
- Hartfeld zu Garching a.d.Alz
- Hartlöd zu Pleiskirchen
- Hartmühle zu Garching a.d.Alz
- Hasen zu Burghausen
- Hasenberg zu Perach
- Hasling zu Erlbach
- Hatzelsberg zu Reischach
- Haunberg zu Reischach
- Haunreit zu Stammham
- Hausen zu Garching a.d.Alz
- Hausen zu Pleiskirchen
- Häuslaign zu Pleiskirchen
- Hauslehen zu Kastl
- Häuslmad zu Burgkirchen a.d.Alz
- Hauzing zu Erlbach
- Hecketstall zu Burgkirchen a.d.Alz
- Heiligenstatt zu Tüßling
- Heisting zu Pleiskirchen
- Heitzenberg zu Halsbach
- Heitzmannsberg zu Reischach
- Hermannbräu zu Burgkirchen a.d.Alz
- Herrenberg zu Kastl
- Herzöd zu Reischach
- Hiebl zu Burgkirchen a.d.Alz
- Hiebl zu Tüßling
- Hiebl zu Unterneukirchen
- Hilger zu Altötting
- Hilger zu Unterneukirchen
- Hilling zu Pleiskirchen
- Himmelreich zu Burgkirchen a.d.Alz
- Hinten zu Pleiskirchen
- Hinterberg zu Burgkirchen a.d.Alz
- Hinterberg zu Kastl
- Hinterbuch zu Erlbach
- Hintereck zu Erlbach
- Hintereck zu Reischach
- Hintermehring zu Mehring
- Hinterthann zu Erlbach
- Hinterwinkl zu Pleiskirchen
- Hirschpoint zu Perach
- Hirten an der Alz zu Burgkirchen a.d.Alz
- Hitzenberg zu Pleiskirchen
- Hitzing zu Reischach
- Höchfelden zu Töging a.Inn
- Hochhäusl zu Reischach
- Hochholzen zu Kirchweidach
- Hochmühl zu Reischach
- Hochöster zu Burgkirchen a.d.Alz
- Hochreit zu Erlbach
- Hochreit zu Haiming
- Hochstraß zu Pleiskirchen
- Hochwimm zu Erlbach
- Hof zu Kastl
- Hof zu Winhöring
- Hofer zu Erlbach
- Hofschallern zu Stammham
- Hofschalling zu Halsbach
- Hoheneck zu Reischach
- Hohenwart zu Mehring
- Höhlen zu Burgkirchen a.d.Alz
- Höll zu Pleiskirchen
- Hollerberg zu Halsbach
- Hollmaier zu Unterneukirchen
- Höllthal zu Pleiskirchen
- Holzaich zu Altötting
- Holzbrand zu Erlbach
- Holzen zu Burgkirchen a.d.Alz
- Holzen zu Winhöring
- Holzgrandl zu Pleiskirchen
- Holzham zu Burghausen
- Holzhausen zu Haiming
- Holzhauser Eck zu Teising
- Hölzl zu Burgkirchen a.d.Alz
- Hölzling zu Pleiskirchen
- Hölzlwimm zu Erlbach
- Holzmann zu Marktl
- Holzmann zu Neuötting
- Holzschmied zu Reischach
- Holzwies zu Unterneukirchen
- Hönning zu Pleiskirchen
- Höresham zu Burgkirchen a.d.Alz
- Hörmann zu Unterneukirchen
- Hub zu Garching a.d.Alz
- Hub zu Haiming
- Hub zu Kastl
- Hub zu Pleiskirchen
- Hub in Schachen zu Unterneukirchen
- Huber am Bach zu Halsbach
- Hubmühl zu Töging a.Inn
- Hundmühl zu Perach
- Hundsberg zu Burgkirchen a.d.Alz
- Hutlehen zu Garching a.d.Alz
- Hüttenberg zu Tüßling
- Hüttenthal zu Feichten a.d.Alz
- Hütting zu Erlbach
- Hütting zu Kirchweidach
- Hütting zu Pleiskirchen

### I
- Iffelsberg zu Reischach
- Illbach zu Pleiskirchen
- Illbach zu Winhöring
- Indobl zu Reischach
- Irgreit zu Feichten a.d.Alz
- Irlach zu Pleiskirchen
- Irlhaid zu Burgkirchen a.d.Alz
- Irngarting zu Marktl
- Itschenöd zu Halsbach
- Itsching zu Halsbach

### J
- Jägerbauer zu Burghausen
- Jägerhäusl zu Marktl
- Jakobhub zu Kastl
- Jaubing zu Neuötting
- Johannsbuchbach zu Pleiskirchen

### K
- Kager zu Kastl
- Kager zu Reischach
- Kager zu Winhöring
- Kagerer am Berg zu Kastl
- Kagern zu Burgkirchen a.d.Alz
- Kaindl zu Garching a.d.Alz
- Kaining zu Pleiskirchen
- Kainzberg zu Neuötting
- Kaisersberg zu Reischach
- Kaitl zu Feichten a.d.Alz
- Kalteneck zu Kastl
- Kaltenstadl zu Feichten a.d.Alz
- Kammergrub zu Erlbach
- Kammerhub zu Unterneukirchen
- Kammerlehner zu Kastl
- Karrersäge zu Reischach
- Kasleiten zu Burgkirchen a.d.Alz
- Kasten zu Burgkirchen a.d.Alz
- Kastenlemoos zu Burgkirchen a.d.Alz
- Kastenstatt zu Garching a.d.Alz
- Kastl
- Katzenbogen zu Unterneukirchen
- Katzhub zu Erlbach
- Kautzing zu Winhöring
- Kellerstorf zu Winhöring
- Kemerting zu Haiming
- Kerschbichl zu Reischach
- Kiefering zu Tüßling
- Kiegl zu Marktl
- Kielhub zu Kirchweidach
- Kienberg zu Reischach
- Kienertsham zu Tyrlaching
- Kiern zu Burgkirchen a.d.Alz
- Kirchberg zu Erlbach
- Kirchberg zu Halsbach
- Kirchhaunberg zu Reischach
- Kirchweidach
- Kirmaier zu Unterneukirchen
- Klaffelsberger zu Unterneukirchen
- Klaffl zu Kastl
- Klausen zu Altötting
- Klebing zu Pleiskirchen
- Kleinillenberg zu Reischach
- Klugham zu Kastl
- Knab zu Marktl
- Kobl zu Burgkirchen a.d.Alz
- Kobl zu Marktl
- Kobler zu Garching a.d.Alz
- Kobler zu Unterneukirchen
- Kobler am Bach zu Burgkirchen a.d.Alz
- Kohlfuß zu Unterneukirchen
- Kohlpoint zu Perach
- Kohlstatt zu Neuötting
- Kolbersberg zu Reischach
- Kollmann zu Burgkirchen a.d.Alz
- Kollmann am Bach zu Burgkirchen a.d.Alz
- Kollmünz zu Marktl
- Kolmbach zu Pleiskirchen
- Königshäusl zu Burgkirchen a.d.Alz
- Kothdörfl zu Kastl
- Kothingbuchbach zu Pleiskirchen
- Kothreit zu Burgkirchen a.d.Alz
- Kraft zu Altötting
- Kraham zu Tyrlaching
- Kräuburg zu Kirchweidach
- Krems zu Tüßling
- Kreuzbind zu Reischach
- Kreuzwies zu Perach
- Kriechbaum zu Halsbach
- Krieging zu Halsbach
- Kronack zu Tüßling
- Kronberg zu Garching a.d.Alz
- Kronberg zu Unterneukirchen
- Kronberg zu Winhöring
- Kronberg im Holzland zu Winhöring
- Kroned zu Erlbach
- Kronhof zu Kastl
- Kronhub zu Halsbach
- Kronhügel zu Perach
- Kronposthub zu Garching a.d.Alz
- Kronsberg zu Erlbach
- Kronzagl zu Altötting
- Krumbach zu Halsbach
- Kuglstadl zu Burgkirchen a.d.Alz
- Kuhbauer zu Neuötting
- Kummer zu Unterneukirchen
- Kupferhammer zu Burghausen

### L
- Lacken zu Garching a.d.Alz
- Lacken zu Perach
- Laibeng zu Pleiskirchen
- Laimgruben zu Burghausen
- Lampersberg zu Pleiskirchen
- Landshut zu Perach
- Langschwert zu Garching a.d.Alz
- Lanzenberg zu Reischach
- Lebern zu Halsbach
- Lederhub zu Pleiskirchen
- Lehen zu Feichten a.d.Alz
- Lehen zu Garching a.d.Alz
- Lehen beim Wald zu Pleiskirchen
- Lehneck zu Neuötting
- Lehner zu Altötting
- Lehner zu Burghausen
- Leichspoint zu Haiming
- Leiten zu Marktl
- Lengthal zu Mehring
- Lenzau zu Kirchweidach
- Leonberg zu Marktl
- Lepsen zu Marktl
- Lettenthal zu Mehring
- Letzenberg zu Winhöring
- Lex zu Garching a.d.Alz
- Lichtsberg zu Pleiskirchen
- Liebleiten zu Halsbach
- Lindach zu Burghausen
- Lindach zu Garching a.d.Alz
- Lindach zu Mehring
- Linderer zu Unterneukirchen
- Lindlhütt zu Pleiskirchen
- Lindloh zu Winhöring
- Linner zu Burgkirchen a.d.Alz
- Listegg zu Marktl
- Listhub zu Erlbach
- Loah zu Tyrlaching
- Loder zu Altötting
- Loderer zu Garching a.d.Alz
- Loding zu Tyrlaching
- Loh zu Winhöring
- Loha zu Altötting
- Lohberg zu Teising
- Lohen zu Halsbach
- Lohen zu Marktl
- Lohner zu Burgkirchen a.d.Alz
- Lohner zu Feichten a.d.Alz
- Lohner zu Neuötting
- Lohr zu Pleiskirchen
- Lohwimm zu Neuötting
- Loipl zu Halsbach
- Lötschau zu Burgkirchen a.d.Alz
- Luneck zu Pleiskirchen

### M
- Mad zu Burgkirchen a.d.Alz
- Maderlehen zu Unterneukirchen
- Magerl zu Burgkirchen a.d.Alz
- Maier am Berg zu Unterneukirchen
- Maierhof zu Burgkirchen a.d.Alz
- Maierhof zu Erlbach
- Maierhof zu Kastl
- Maierhof zu Neuötting
- Maierhof zu Unterneukirchen
- Maierhof an der Leiten zu Unterneukirchen
- Maierhofen zu Garching a.d.Alz
- Maierhöfl zu Kastl
- Maierwiesweb zu Reischach
- Mandelsberg zu Winhöring
- Manetsed zu Feichten a.d.Alz
- Mangassen zu Marktl
- Manghof zu Pleiskirchen
- Manglhard zu Burgkirchen a.d.Alz
- Mankham zu Feichten a.d.Alz
- Margarethenberg zu Burgkirchen a.d.Alz
- Marienberg zu Burghausen
- Marienfeld zu Altötting
- Mark zu Burgkirchen a.d.Alz
- Marktl
- Maschberg zu Erlbach
- Matzen zu Garching a.d.Alz
- Mauerberg zu Garching a.d.Alz
- Maurer zu Garching a.d.Alz
- Mehltheurer zu Marktl
- Mehring
- Meisterlehen zu Kastl
- Mitterau zu Kirchweidach
- Mitterau zu Neuötting
- Mitterbuchbach zu Pleiskirchen
- Mitterhausen zu Neuötting
- Mitterhausen zu Pleiskirchen
- Mitterlehen zu Neuötting
- Mitterlehner zu Unterneukirchen
- Mittermühl zu Reischach
- Mittersaß zu Kastl
- Mitterwinkl zu Kirchweidach
- Mittling zu Neuötting
- Moise zu Perach
- Moored zu Pleiskirchen
- Moos zu Erlbach
- Moos zu Feichten a.d.Alz
- Moos zu Pleiskirchen
- Moos zu Tüßling
- Moos zu Unterneukirchen
- Moosbrunn zu Burghausen
- Moosbuch zu Pleiskirchen
- Mooseck zu Halsbach
- Moosen zu Haiming
- Moosen zu Halsbach
- Moosen zu Kastl
- Moosen zu Tyrlaching
- Moosgrub zu Erlbach
- Mooshäusl zu Tüßling
- Mooswinkel zu Halsbach
- Mörmoosen zu Tüßling
- Mörn zu Garching a.d.Alz
- Motzenbrunn zu Haiming
- Mühlhof zu Kastl
- Mühlthal zu Unterneukirchen
- Murbach zu Erlbach

### N
- Näglstall zu Pleiskirchen
- Neue Heimat zu Tüßling
- Neuerding zu Pleiskirchen
- Neuhaus zu Burghausen
- Neuhaus zu Marktl
- Neuhäusl zu Haiming
- Neuhäusl zu Kastl
- Neuhäusl zu Marktl
- Neuhofen zu Haiming
- Neukirchen an der Alz zu Kirchweidach
- Neumühle zu Perach
- Neuötting
- Niederach zu Erlbach
- Niederaich zu Pleiskirchen
- Niederangern zu Halsbach
- Niederau zu Burgkirchen a.d.Alz
- Niederau zu Kirchweidach
- Niederbuch zu Tyrlaching
- Niedergottsau zu Haiming
- Niederhofen zu Kirchweidach
- Niederholz zu Mehring
- Niederleiten zu Perach
- Niederöd zu Marktl
- Niederöd zu Perach
- Niederperach zu Perach
- Niedersaß zu Kastl
- Niederwinkl zu Marktl
- Nöhhäusl zu Kastl
- Nonnberg zu Pleiskirchen
- Nunend zu Erlbach

### O
- Oberaign zu Kirchweidach
- Oberangern zu Halsbach
- Oberau zu Pleiskirchen
- Oberberg zu Burgkirchen a.d.Alz
- Oberbuch zu Tyrlaching
- Obereck zu Erlbach
- Oberemmerting zu Emmerting
- Oberfriesing zu Reischach
- Obergarching zu Garching a.d.Alz
- Obergöpping zu Kastl
- Obergruber zu Unterneukirchen
- Obergrund zu Unterneukirchen
- Obergrusberg zu Pleiskirchen
- Obergünzl zu Unterneukirchen
- Oberhadermark zu Burghausen
- Oberhausen zu Garching a.d.Alz
- Oberhauzing zu Perach
- Oberholzhausen zu Altötting
- Oberkaiser zu Unterneukirchen
- Oberkobl zu Reischach
- Oberkrieger zu Unterneukirchen
- Oberleiten zu Kirchweidach
- Oberleiten zu Reischach
- Oberlindach zu Garching a.d.Alz
- Oberloh zu Haiming
- Oberlohr zu Pleiskirchen
- Obermühl zu Burgkirchen a.d.Alz
- Obermühl zu Reischach
- Oberöd zu Kastl
- Oberöd zu Perach
- Oberpiesing zu Marktl
- Obersaß zu Kastl
- Oberschlottham zu Altötting
- Oberschnitzing zu Tyrlaching
- Oberschroffen zu Unterneukirchen
- Oberthal zu Reischach
- Oberthaling zu Kastl
- Oberthann zu Pleiskirchen
- Oberviehhausen zu Haiming
- Oberweidach zu Feichten a.d.Alz
- Oberwies zu Unterneukirchen
- Oberwinkl zu Kirchweidach
- Oberwinkl zu Marktl
- Öd zu Mehring
- Oed zu Garching a.d.Alz
- Oed zu Neuötting
- Oed zu Pleiskirchen
- Oestall zu Unterneukirchen
- Ofner zu Unterneukirchen
- Öging zu Erlbach
- Ortfischer zu Neuötting
- Ortmairgütl zu Neuötting
- Osterberg zu Unterneukirchen
- Osterham zu Winhöring
- Östern zu Feichten a.d.Alz
- Oswald zu Burgkirchen a.d.Alz
- Ötz zu Burgkirchen a.d.Alz

### P
- Pallerstall zu Erlbach
- Papiermühle zu Burghausen
- Peising zu Halsbach
- Perach
- Peterhof zu Burgkirchen a.d.Alz
- Petzenthal zu Erlbach
- Petzlberg zu Reischach
- Petzling zu Pleiskirchen
- Pfaffenberg zu Erlbach
- Pfaffenberg zu Perach
- Pfaffenbuch zu Winhöring
- Pfaffenöd zu Neuötting
- Pfaffenreit zu Halsbach
- Pfaffing zu Burghausen
- Pfaffing zu Burgkirchen a.d.Alz
- Pfeffer zu Marktl
- Pfeffersöd zu Halsbach
- Pfram zu Burghausen
- Pichl zu Altötting
- Piering zu Marktl
- Pilling zu Haiming
- Pilling zu Tyrlaching
- Pimannsberg zu Reischach
- Pinsmaier zu Unterneukirchen
- Pirach zu Burgkirchen a.d.Alz
- Pirach zu Kastl
- Piretz zu Feichten a.d.Alz
- Pirkern zu Tyrlaching
- Pirzlöd zu Garching a.d.Alz
- Pistor zu Reischach
- Pitzing zu Pleiskirchen
- Plackersdorf zu Pleiskirchen
- Plaickner zu Unterneukirchen
- Plattenberg zu Burgkirchen a.d.Alz
- Pleining zu Erlbach
- Pleiskirchen
- Point zu Garching a.d.Alz
- Point zu Marktl
- Point zu Perach
- Pomming zu Perach
- Popp am Wald zu Kastl
- Posch zu Burgkirchen a.d.Alz
- Prähub zu Kastl
- Prasting zu Pleiskirchen
- Priel zu Feichten a.d.Alz
- Pritzl zu Burghausen
- Prost zu Pleiskirchen
- Prostgrub zu Pleiskirchen
- Pulvermühle zu Burghausen
- Putz zu Kastl

### Q
- Queng zu Marktl
- Quick zu Burgkirchen a.d.Alz

### R
- Rabenberg zu Pleiskirchen
- Rabensberg zu Kirchweidach
- Racherting zu Halsbach
- Radeck zu Kastl
- Radfelln zu Kastl
- Raitenhaslach zu Burghausen
- Rauscheck zu Reischach
- Raustigl zu Winhöring
- Rechlgütl zu Altötting
- Rehdorf zu Burgkirchen a.d.Alz
- Reichaich zu Burgkirchen a.d.Alz
- Reichbrandstätt zu Tüßling
- Reichenspurn zu Tüßling
- Reichhof zu Burgkirchen a.d.Alz
- Reichhof zu Erlbach
- Reichkobl zu Kastl
- Reichschmitt zu Pleiskirchen
- Reichstadl zu Unterneukirchen
- Reichstraß zu Burgkirchen a.d.Alz
- Reichstraß zu Feichten a.d.Alz
- Reichwald zu Reischach
- Reineck zu Unterneukirchen
- Reisach zu Pleiskirchen
- Reisachberg zu Kirchweidach
- Reisachöd zu Halsbach
- Reischach
- Reisermühl zu Reischach
- Reising zu Halsbach
- Reising zu Reischach
- Reit zu Burgkirchen a.d.Alz
- Reit zu Garching a.d.Alz
- Reit zu Halsbach
- Reit zu Kastl
- Reit zu Pleiskirchen
- Reiter zu Erlbach
- Reitmann zu Neuötting
- Resch am Holz zu Halsbach
- Rettenbach zu Pleiskirchen
- Riching zu Kastl
- Riedergütl zu Neuötting
- Riedhof zu Marktl
- Riedl zu Burgkirchen a.d.Alz
- Riplschuster zu Burgkirchen a.d.Alz
- Röckenwagen zu Kirchweidach
- Rockersbach zu Reischach
- Roidham zu Kirchweidach
- Roja zu Neuötting
- Rosenberg zu Marktl
- Rothhaus zu Perach
- Rubenberg zu Winhöring
- Rudersberg zu Reischach
- Ruhnsberg zu Pleiskirchen
- Ruhnstetten zu Pleiskirchen
- Ruhwies zu Pleiskirchen
- Rupertsöd zu Perach

### S
- Sachsened zu Erlbach
- Sägmeister zu Burghausen
- Sägmeister zu Tüßling
- Salzing zu Winhöring
- Samping zu Erlbach
- Sankt Johann zu Neuötting
- Sauberg zu Pleiskirchen
- Schachen zu Feichten a.d.Alz
- Schachen zu Kastl
- Schachen zu Kirchweidach
- Schachen zu Unterneukirchen
- Schachen zu Feichten a.d.Alz
- Scharrn zu Kirchweidach
- Schatzhof zu Marktl
- Schauer zu Kastl
- Scheitzenham zu Unterneukirchen
- Schenkhub zu Marktl
- Scheuerhof zu Burghausen
- Schiellehen zu Halsbach
- Schießler zu Kastl
- Schifföd zu Feichten a.d.Alz
- Schlagberg zu Perach
- Schlehaid zu Marktl
- Schlehberg zu Kirchweidach
- Schlehub zu Tüßling
- Schliefhausen zu Halsbach
- Schlott zu Marktl
- Schmalgütl zu Altötting
- Schmid zu Kastl
- Schmid im Lehen zu Kastl
- Schmidham zu Halsbach
- Schmidhub zu Altötting
- Schmidhub zu Halsbach
- Schmidhub zu Kastl
- Schmidhub zu Perach
- Schmidhub zu Pleiskirchen
- Schmidhub zu Unterneukirchen
- Schmidlehen zu Unterneukirchen
- Schmidstadt zu Feichten a.d.Alz
- Schmidstock zu Winhöring
- Schmidtner zu Burgkirchen a.d.Alz
- Schmied i.Lindach zu Altötting
- Schmitten zu Pleiskirchen
- Schmitten zu Unterneukirchen
- Schmitten zu Winhöring
- Schnabling zu Garching a.d.Alz
- Schneckenbichl zu Burgkirchen a.d.Alz
- Schneideraich zu Altötting
- Schneiderwimm zu Altötting
- Schneidlehen zu Altötting
- Schnitzlehen zu Kastl
- Schöffberg zu Reischach
- Schöftenhub zu Erlbach
- Schollaberg zu Pleiskirchen
- Schönberg zu Burgkirchen a.d.Alz
- Schönbüchl zu Reischach
- Schönstadt zu Garching a.d.Alz
- Schönwinkl zu Kastl
- Schopperhaid zu Burgkirchen a.d.Alz
- Schralling zu Burgkirchen a.d.Alz
- Schregl zu Feichten a.d.Alz
- Schreiner zu Burghausen
- Schreinerbauer zu Burgkirchen a.d.Alz
- Schupfing zu Halsbach
- Schützing zu Marktl
- Schwaig zu Haiming
- Schwaikl zu Kastl
- Schwalbenberg zu Pleiskirchen
- Schwanthal im Loch zu Tüßling
- Schwarz zu Kastl
- Schwarzbrunn zu Tüßling
- Schwarzenhub am Eschelberg zu Burgkirchen a.d.Alz
- Schwarzfurt zu Marktl
- Schwarzmann zu Garching a.d.Alz
- Schwepfing zu Neuötting
- Sebald zu Kastl
- Seefelden zu Burgkirchen a.d.Alz
- Seiböck zu Erlbach
- Seidlalber zu Kastl
- Seidlgütl zu Altötting
- Seißl zu Burgkirchen a.d.Alz
- Seng zu Emmerting
- Sensmühl zu Burgkirchen a.d.Alz
- Sepphaid zu Burgkirchen a.d.Alz
- Siedelsberg zu Erlbach
- Sigl zu Neuötting
- Sigrün zu Pleiskirchen
- Silmoning zu Burghausen
- Simetsbichl zu Garching a.d.Alz
- Solleröd zu Perach
- Sonnberg zu Pleiskirchen
- Sonnöd zu Erlbach
- Sorsbach zu Pleiskirchen
- Spannloh zu Haiming
- Speck zu Reischach
- Spiegelsberg zu Garching a.d.Alz
- Spielberg zu Erlbach
- Spielhof zu Halsbach
- Spielmann zu Burgkirchen a.d.Alz
- Sporneck zu Neuötting
- Stacherl zu Burghausen
- Stadel zu Altötting
- Stadl zu Burghausen
- Stadl zu Unterneukirchen
- Stadl am Holz zu Halsbach
- Stadler zu Burgkirchen a.d.Alz
- Staik zu Winhöring
- Staindl zu Burgkirchen a.d.Alz
- Stammham
- Starkern zu Tyrlaching
- Starneck zu Kastl
- Starzen zu Pleiskirchen
- Staudach zu Winhöring
- Staudenhäuser zu Reischach
- Staudham zu Altötting
- Staudhub zu Kastl
- Stecken zu Garching a.d.Alz
- Steffellehen zu Garching a.d.Alz
- Stegen zu Kastl
- Steigthal zu Marktl
- Stein zu Kirchweidach
- Steinach zu Burgkirchen a.d.Alz
- Steinbach zu Perach
- Steinberg zu Burgkirchen a.d.Alz
- Steinberg zu Kastl
- Steinberg zu Kirchweidach
- Steinberg zu Unterneukirchen
- Steinbrecher zu Feichten a.d.Alz
- Steinhausen zu Erlbach
- Steinhöring zu Winhöring
- Steinparz zu Pleiskirchen
- Steinthal zu Halsbach
- Stelzenberg zu Kirchweidach
- Stepf zu Kastl
- Stockach zu Haiming
- Stöckeln zu Tyrlaching
- Stocketz zu Unterneukirchen
- Stockham zu Tüßling
- Stockham zu Tyrlaching
- Stocking zu Pleiskirchen
- Stockmann zu Burgkirchen a.d.Alz
- Stockmann zu Neuötting
- Stockötz zu Halsbach
- Stockwimm zu Reischach
- Stög zu Neuötting
- Stölzl zu Burgkirchen a.d.Alz
- Stöpfing zu Pleiskirchen
- Storfing zu Unterneukirchen
- Strahlehen zu Kastl
- Straß zu Burgkirchen a.d.Alz
- Straß zu Erlbach
- Straß zu Garching a.d.Alz
- Straß zu Kastl
- Straß zu Neuötting
- Straß zu Pleiskirchen
- Straß zu Unterneukirchen
- Straß bei Ecking zu Reischach
- Straßdorfen zu Kastl
- Straßerwagner zu Unterneukirchen
- Straßsülden zu Unterneukirchen
- Streifing zu Erlbach
- Streitberg zu Tüßling
- Streuhof zu Burgkirchen a.d.Alz
- Strickerschneider zu Kastl
- Ströben zu Halsbach
- Strohhof zu Kastl
- Strohhof zu Kirchweidach
- Strohmaier zu Kastl
- Stummer zu Unterneukirchen
- Sulzberg zu Erlbach

### T
- Tafelberg zu Perach
- Taiding zu Erlbach
- Teising
- Thal zu Burgkirchen a.d.Alz
- Thal zu Feichten a.d.Alz
- Thal zu Pleiskirchen
- Thalham zu Pleiskirchen
- Thalham zu Unterneukirchen
- Thalhausen zu Burgkirchen a.d.Alz
- Thalhausen zu Garching a.d.Alz
- Thalhausen zu Halsbach
- Thalleiten zu Halsbach
- Thalmann zu Kastl
- Thalweg zu Haiming
- Thann zu Kirchweidach
- Thannberg zu Reischach
- Thannermann zu Erlbach
- Thannöd zu Marktl
- Thomasbach zu Erlbach
- Thurmading zu Pleiskirchen
- Tiefenau zu Burghausen
- Töging am Inn
- Trinkberg zu Burgkirchen a.d.Alz
- Trittling zu Marktl
- Trossen zu Erlbach
- Troßmating zu Tüßling
- Trosthäusl zu Unterneukirchen
- Trutzhof zu Burghausen
- Tüßling
- Tyrlaching

### U
- Überfuhr zu Neuötting
- Umweg zu Marktl
- Unghausen zu Mehring
- Unterau zu Pleiskirchen
- Unterau zu Winhöring
- Unterbaumgarten zu Halsbach
- Unterberg zu Burgkirchen a.d.Alz
- Unterbuchbach zu Pleiskirchen
- Untereck zu Erlbach
- Unteremmerting zu Emmerting
- Untereschelbach zu Neuötting
- Unterfriesing zu Reischach
- Untergöpping zu Kastl
- Untergruber zu Unterneukirchen
- Untergrund zu Unterneukirchen
- Untergrusberg zu Pleiskirchen
- Untergünzl zu Unterneukirchen
- Unterhadermark zu Burghausen
- Unterhadermark zu Burgkirchen a.d.Alz
- Unterhart zu Winhöring
- Unterhauzing zu Perach
- Unterholzhausen zu Altötting
- Unterkaiser zu Unterneukirchen
- Unterkobl zu Reischach
- Unterkrieger zu Unterneukirchen
- Unterlohr zu Pleiskirchen
- Unterneukirchen
- Unterschlottham zu Altötting
- Unterschnitzing zu Tyrlaching
- Unterstraß zu Pleiskirchen
- Unterthal zu Reischach
- Unterthaling zu Kastl
- Unterthann zu Pleiskirchen
- Unterviehhausen zu Haiming
- Unterwies zu Unterneukirchen
- Untreu zu Perach
- Urfahrn zu Burgkirchen a.d.Alz

### V
- Veitlöd zu Feichten a.d.Alz
- Vilseck zu Erlbach
- Vogled zu Stammham
- Voglsam zu Halsbach
- Voglsam zu Unterneukirchen
- Voit zu Unterneukirchen
- Vorach zu Pleiskirchen
- Vorbuch zu Burgkirchen a.d.Alz
- Vorbuchner zu Burgkirchen a.d.Alz
- Vordorf zu Haiming
- Vorlehen zu Unterneukirchen
- Vorrathing zu Erlbach
- Vorwald zu Pleiskirchen

### W
- Wagenbichl zu Unterneukirchen
- Wagenhofen zu Halsbach
- Wagenhofen zu Kirchweidach
- Waitzgraming zu Unterneukirchen
- Wald an der Alz zu Garching a.d.Alz
- Wald bei Winhöring zu Pleiskirchen
- Waldberg zu Reischach
- Waldhäusl zu Pleiskirchen
- Walding zu Pleiskirchen
- Wallering zu Tüßling
- Walln zu Marktl
- Walln zu Pleiskirchen
- Wallner an der Osterwies zu Altötting
- Wallner am Wald zu Kastl
- Wälschmühle zu Reischach
- Waltenberg zu Tüßling
- Waltenham zu Tyrlaching
- Wasserwimm zu Altötting
- Watzenberg zu Reischach
- Watzing zu Winhöring
- Weberau zu Burgkirchen a.d.Alz
- Wechselberg zu Burgkirchen a.d.Alz
- Weg zu Haiming
- Weglehner zu Kastl
- Weiher zu Erlbach
- Weiher zu Reischach
- Weindlgrub zu Kastl
- Weingarten zu Erlbach
- Weingarten zu Perach
- Weinthal zu Kastl
- Weinzierl zu Perach
- Weipolding zu Garching a.d.Alz
- Weißgraben zu Erlbach
- Weitfeld zu Burgkirchen a.d.Alz
- Weitfeld zu Teising
- Weitfeld zu Tüßling
- Werkstetten zu Reischach
- Westerham zu Töging a.Inn
- Westerndorf zu Perach
- Wetzberg zu Unterneukirchen
- Wichtl zu Kastl
- Wiesen zu Kirchweidach
- Wiesenzart zu Tyrlaching
- Wieshaid zu Burgkirchen a.d.Alz
- Wiesing zu Marktl
- Wiesweb zu Reischach
- Wildmann zu Töging a.Inn
- Wilhartsberg zu Pleiskirchen
- Will zu Garching a.d.Alz
- Willhartsberg zu Burgkirchen a.d.Alz
- Wimm zu Burgkirchen a.d.Alz
- Wimm zu Garching a.d.Alz
- Wimm zu Pleiskirchen
- Wimmer an der Alz zu Kastl
- Wimmer am Weg zu Kastl
- Wimpasing zu Burgkirchen a.d.Alz
- Wimpersing zu Burgkirchen a.d.Alz
- Winhöring
- Winkl zu Garching a.d.Alz
- Winkl zu Neuötting
- Winkl zu Unterneukirchen
- Winkler am Holz zu Kastl
- Winklham zu Haiming
- Winklhardt zu Mehring
- Winklhart zu Garching a.d.Alz
- Wipfelsberg zu Reischach
- Wissersdorf zu Reischach
- Wohlprechting zu Halsbach
- Wolfsberg zu Erlbach
- Wolfsgrub zu Pleiskirchen
- Wolfstall zu Burgkirchen a.d.Alz
- Wöllersdorf zu Pleiskirchen
- Wurasöd zu Garching a.d.Alz
- Wurmgarten zu Reischach

### Z
- Zageln zu Tyrlaching
- Zaiselham zu Tyrlaching
- Zaun zu Halsbach
- Zäunach zu Burgkirchen a.d.Alz
- Zaunbos zu Garching a.d.Alz
- Zauner zu Kastl
- Zaunhub zu Erlbach
- Zaunreit zu Kirchweidach
- Zehenthof zu Reischach
- Zeilhub zu Garching a.d.Alz
- Zeiling zu Pleiskirchen
- Zeitlarn zu Halsbach
- Zell zu Erlbach
- Zellreit zu Erlbach
- Zettlaign zu Halsbach
- Ziegelstadl zu Burghausen
- Zimmermeister zu Kastl
- Zipfer am Berg zu Kastl
- Zogl zu Erlbach
- Zweck zu Kirchweidach
- Zwirglmaier zu Kastl
- Zwiselsberg zu Kastl